# Акција стадион
Акција стадион је југословенски филм из 1977. године. Режирао га је Душан Вукотић, а сценарио су писали Славко Голдштајн и Душан Вукотић. На 24. Пулском филмском фестивалу 1977. године сценаристи Славко Голдштајн и Душан Вукотић су награђени за сценарио.

## Улоге
| Глумац                 | Улога                               |
| ---------------------- | ----------------------------------- |
| Игор Гало              | Круно                               |
| Фрањо Мајетић          | Стриц Лука                          |
| Звонимир Чрнко         | Лујо Вердар                         |
| Божидар Алић           | Ферко                               |
| Јадранка Стилин        | Нада                                |
| Слободан Димитријевић  |                                     |
| Наташа Хрзић           | Милена                              |
| Душан Јанићијевић      |                                     |
| Божидар Кошћак         | Лима                                |
| Борис Краљ             | професор Мраовић                    |
| Звонко Лепетић         | Стожерник Рубач                     |
| Златко Мадунић         | повјереник Усташког Редарства       |
| Миа Оремовић           | Гошћа на ручку                      |
| Хермина Пипинић        | госпођа Мраовић                     |
| Семка Соколовић-Берток | професорка Михаловић                |
| Дарко Срића            | Ото                                 |
| Адам Ведерњак          | Франц - њемачки дочасник            |
| Бранко Супек           | Члан специјалне групе               |
| Маријан Хабазин        |                                     |
| Људевит Галић          | Кочијаш                             |
| Звонимир Торјанац      | Ферков отац (као Звонко Торјанац)   |
| Изет Хајдархоџић       | Илегалац                            |
| Ратко Буљан            | Илегалац                            |
| Иван Задро             | Илегалац                            |
| Едо Перочевић          | Професор / Илегалац                 |
| Вероника Ковачић       | Илегалка                            |
| Тихомир Поланец        | Продавац новина (као Мишко Поланец) |
| Рикард Брзеска         | Гост на ручку                       |
| Бранко Шпољар          | Равнатељ гимназије                  |
| Јожа Шеб               | Продавац пијеска                    |
| Андреј Нахтигал        |                                     |
| Данило Попржен         |                                     |

## Награде
- Пула 77' - Велика сребрна арена, Златна арена за сценариј[4]
- Карлове Варy 78' - Златна ружа Лидица[4]
- Ниш 77' - Специјална диплома Звонку Лепетићу (еx аеqуо с Лудим данима)[4]